# Neochlamisus tuberculatus
Neochlamisus tuberculatus är en skalbaggsart som först beskrevs av Johann Christoph Friedrich Klug 1824.  Neochlamisus tuberculatus ingår i släktet Neochlamisus och familjen bladbaggar. Inga underarter finns listade i Catalogue of Life.